# Lièvre éthiopien
Lepus habessenicus
Espèce
Statut de conservation UICN

 LC  : Préoccupation mineure
Le Lièvre éthiopien (Lepus habessenicus) est une espèce du genre Lepus. Elle a été découverte en 1832 par Hemprich et Ehrenberg.

## Description
Il a l'allure du Lièvre du Cap. Les sujets montagnards ont une taille supérieure et il a des oreilles plus longues que lui. Oreilles plus longues que la tête. Dessus fauve à gris jaune, un peu pointillé de noir. Nuque cannelle (couleur) à roussâtre pâle, flancs un peu plus clairs que le dos, face externe des pattes brun terne à marron, dessous du corps et de la queue blanc, dessus de la queue noir.

## Dimensions
- Hauteur : 15 à 28 cm (sans les oreilles)
- Envergure : 25 à 28 cm
- Oreilles : 5 à 10 cm
- Poids : 2 à 3 kg.

## Répartition
Érythrée, Éthiopie, Somalie, Nord-Est du Kenya.

## Habitat
Il vit dans les paysages dégagés, les déserts, les semi-déserts, broussailles sèches, collines et montagnes allant jusqu'à 2 500 m.